# Tomba della casetta
La tomba della casetta è una tomba ipogea etrusca risalente alla fine del VI secolo a.C., scoperta nella necropoli della Banditaccia a Cerveteri.

## Descrizione
La tomba, scavata in un banco tufaceo, ha una complessa struttura architettonica: dal breve Dromos (corridoio) si arriva alla stanza funebre principale, da cui si accede ad altri tre ambienti funebri, disposti secondo uno schema cruciforme. Le porte sono sormontate da archetti, e particolarmente ricercate le finestrelle che immettono alla camera funebre in asse con la stanza. Nella tomba sono presenti 6 letti funebri.